# Gangesdrieklauw
De gangesdrieklauw (Nilssonia gangetica) is een schildpad uit de familie weekschildpadden (Trionychidae). De soort wordt tegenwoordig ook wel tot het geslacht Nilssonia gerekend, eerder behoorde de schildpad tot de geslachten Trionyx, Gymnopus en Aspilus waardoor de literatuur niet altijd eenduidig is. De soort werd voor het eerst wetenschappelijk beschreven door Georges Cuvier in 1825. Oorspronkelijk werd de wetenschappelijke naam Trionyx gangeticus gebruikt.

## Uiterlijke kenmerken
De gangesdrieklauw is een van de grootste zoetwaterschildpadden ter wereld en kan een schildlengte bereiken van 96 centimeter. Het schild bevat geen uitwendige hoornplaten en is zeer gestroomlijnd. De schildkleur is bruin tot groen, de buikzijde is wit tot grijs. Jongere dieren hebben zwarte, geelomzoomde oogvlekken die bij oudere dieren verdwijnen. Jongere dieren hebben ook rijen stekeltjes op het schild, oudere exemplaren hebben een glad schild.
De kop is breed en relatief stomp, in de nek lopen enkele donkere lengtestrepen. De kleur van de kop en ledematen is groen, de onderzijde van de kop is grijs en de kaken hebben een geelachtige kleur. De poten hebben goed ontwikkelde zwemvliezen.

## Voorkomen en levenswijze
De gangesdrieklauw komt voor in Azië; in Bangladesh, India en Nepal. Het is een bewoner van diepe, brede rivieren en meren met een modderbodem, er lijkt een voorkeur te zijn voor troebel water. De schildpad is sterk aan water gebonden en komt er alleen uit om eieren af te zetten. De soort is omnivoor; op het menu staan weekdieren, vissen, amfibieën, insecten en watervogels, ook aas en waterplanten worden gegeten.